# Тур (град)
Вижте пояснителната страница за други значения на Тур.
Тур (на френски: Tours) е град в централна Франция.

## География
Градът е административен център на департамента Ендър е Лоар. Разположен е на река Лоара и е основен туристически център в нейната долина. Население около 137 500 жители (2009 г.).

## История
Първите сведения за град Тур датират от 3 век.
През 1461 година Луи XI пренася в Тур столицата на Франция. Така остава столица и при Шарл VIII, Луи XII, Франсоа I. Анри III пренася (1583) тук и парламента, което съдейства да нарастване на града. Анри IV не обичал Тур, затова връща столицата в Париж.
Градът е изключително красив и предлага много възможности за опознаване на културата и историята на Франция. За неговите посетители интерес представляват старинната му част, катедралата „Свети Гатиан“, музеят на изобразителното изкуство.

## Образование
Тур е студентски град. Неговият университет предлага обучение по различни специалности: медицински, юридически, хуманитарни.

## Известни личности
Родени в Тур
- Оноре дьо Балзак (1799 – 1850), писател
- Ив Бонфоа (1923 – 2016), поет
- Жан-Батист дьо Грекур (1684 – 1743), поет

Починали в Тур
- Жан-Батист дьо Грекур (1684 – 1743), поет
- Анатол Франс (1844 – 1924), писател